# 유림초등학교 (경북)
유림초등학교(儒林初等學校)는 대한민국 경상북도 경주시 황성동에 있는 공립 초등학교이다.

## 연혁
- 1993년 3월 1일 : 유림초등학교 개교

## 같이 보기
- 유림초등학교 축구단